# Хебі (міський округ)
Хебі (спрощ.: 鹤壁; піньїнь: Hèbì) — міський округ у китайській провінції Хенань.

## Адміністративний поділ
Міський округ поділяється на 3 райони та 2 повіти:
| Карта                                 | Карта    | Карта    | Карта       | Карта            |
| ------------------------------------- | -------- | -------- | ----------- | ---------------- |
| Хешань Шаньчен Цібінь Сюньсянь Цісянь |          |          |             |                  |
| Статус                                | Назва    | Оригінал | Площа (км²) | Населення (2006) |
| Район                                 | Хешань   | 鹤山区   | 159         | 130 000          |
| Район                                 | Шаньчен  | 山城区   | 176         | 240 000          |
| Район                                 | Цібінь   | 淇滨区   | 295         | 150 000          |
| Повіт                                 | Сюньсянь | 浚县     | 1088        | 710 000          |
| Повіт                                 | Цісянь   | 淇县     | 581         | 270 000          |